# Первое Мая (Плавский район)
Первое Мая — поселок в Плавском районе Тульской области в составе Камынинского сельского поселения

## География
Поселок находится в юго-западной части Тульской области на расстоянии приблизительно 9 км на восток по прямой от города Плавск, административного центра района.

## История
В 1926 году здесь было учтено 10 дворов, в конце 1930-х годов — 25.

## Население
Постоянное население составляло 53 человека (1926 год), 45 (русские 94 %) в 2002 году, 12 в 2010.